# Otmar Nussio
Otmar Nussio, (23 octobre 1902 - 22 juillet 1990), né à Grosseto est un flûtiste, compositeur et chef d'orchestre suisse.

## Biographie
Otmar Nussio est né dans une famille suisse vivant en Italie. Il est scolarisé  dans des écoles de Gênes et Reggio d'Émilie, puis au collège dans le canton des Grisons, à l'école secondaire protestante de  Schiers. À partir de 1920, il étudie la flûte avec Luigi Longhi (1884-1932) au Conservatoire Giuseppe-Verdi (Milan), puis  à partir de 1925 la composition, le piano et la direction à l'Accademia di Santa Cecilia de Rome sous les auspices de Ottorino Respighi. De 1938-1968 Nussio a été chef d'orchestre principal de l'Orchestre de la Suisse italienne à Lugano. C’est là qu’il se lie d'amitié avec des compositeurs tels Igor Stravinsky, Zoltán Kodály, Darius Milhaud, Benjamin Britten et Hindemith, dont il crée en partie les œuvres.
Il a également enseigné la flûte au Conservatoire de Zurich,,. Enfin, il a réalisé de nombreux enregistrements et concerts avec différents solistes tels Clara Haskil, Váša Příhoda ou David Oistrakh, parmi lesquels les derniers concertos pour violon de Mozart, des pièces de Sibelius et Brahms.
Nussio a connu une mort violente, il est renversé par un train le 22 juillet 1990 à Lugano.

## Enregistrements
- Poemetto, (1928)
- Canti e danze d’Illiria, (1955)
- Monologhi di vita e di morte, (1958)
- Pantomime, (1963)
- Bukovina Ballett, (1955)
- Il ballo dei ladri (Le bal des voleurs), inspiré par la pièce de Jean Anouilh, (1955)
- Carnaval à Montmartre, (1957)
- une fable musicale pour enfants - Hans im Märchenland, (1949)
- Ticino Vita, (1941)
- La filatrice e il mercante, (1958).
- Pour la violoniste américaine Guila Bustabo (1916-2002) Nussio composa un Concerto pour violon et cordes (1959)
- Boccaccio suite pour orchestre
- Chopiniana pour orchestre (1959)
- Danza Ticinese pour orchestre
- Danza di Majorque pour orchestre (1949)
- Folklore d'Engadina pour orchestre
- Notturno di Valdemosa pour violoncelle (ou alto) et orchestre
- Notturno di Valdemosa pour violoncelle (ou alto) et Piano
- Notturno di Valdemosa pour orchestre, (1953)
- Suite du Tessin pour orchestre
- Variations sur un Arietta par Pergolesi pour basson et orchestre à cordes, (1953)
- Dance Song pour Orchestre, (1964).

## Filmographie
- La voce solitaria dell'uomo (La voix solitaire de l'homme), d'Aleksandr Sokurov (1987)
- Tikhiye Stranitsy, d'Aleksandr Sokurov (1994)